# Tempestades
Tempestades – szczyt w Pirenejach. Leży w Hiszpanii, w prowincji Huesca, w regionie Aragonia, przy granicy z Francją. Należy do podgrupy "Benasque" w Pirenejach Centralnych.
Pierwszego wejścia dokonali H.Russell i C.Passet 21 sierpnia 1877 r.